# Dusona juxta
Dusona juxta là một loài tò vò trong họ Ichneumonidae.